# محمد عبد القادر بافقيه
محمد عبد القادر بافقيه هو مؤرخ وسياسي ودبلوماسي يمني، تقلد منصب أول وزير للتربية والتعليم بعد الاستقلال، وكان سفيراً لعدد من الدول العربية والغربية.

## ميلاده ودراسته
حين كان والده السيد عبد القادر بن أحمد بافقيه يعد العدة للعودة من الحبشة إلى مدينة الشحر في حضرموت، ولد الدكتور محمد في 28 أغسطس عام 1928 في مدينة أديس أبابا في أثيوبيا ليعود بعد ذلك بمعية والده إلى الشحر. عاد باكراً إلى حضرموت وأكمل الدراسة الابتدائية في مدينة الشحر بمدرسة «مكارم الأخلاق» عام 1941، ليتابع الدراسة في المرحلة الوسطى ابتداءً في المدرسة الوسطى بالمكلا، ليكملها لاحقاً في غيل باوزير عام 1944. وأسس بافقيه عام 1940 جمعية اتحاد التلاميذ الأدبية. غادر بافقيه إلى السودان لدراسة المرحلة الثانوية في مدرسة «حنتوب» بمدينة أم درمان، حيث تخرج فيها عام 1948 ليلتحق عقبها مباشرة بكلية الخرطوم الجامعية وتخرج منها عام 1953 حاملاً البكالوريوس في الآداب. وفي أثناء دراسته بالسودان شارك في تأسيس اتحاد بعثات جنوب الجزيرة العربية عام 1946. حصل في الفترة بين 1960 و1961 على دبلوم تربية من كلية سوانزي الجامعية في ويلز بالمملكة المتحدة. وفي 21 يونيو 1983م حصل بافقيه على شهادة دكتوراه في الآداب تخصص تاريخ قديم من جامعة “السوربون” بباريس فرنسا.

## المناصب والمسؤوليات
- عمل بعد تخرجه بين 1953 م و 1954 م مدرسًا ومساعد مدير المدرسة الوسطى في غيل باوزير.
- أصبح مديراً للمدرسة الوسطى من 1954 م إلى 1955 م.[1]
- عين في العام التالي وحتى 1957 م عميدا بالنيابة لمنطقة غيل باوزير التعليمية.
- بين العام 1957 م و 1962 م تولى موقع نائب ناظر المعارف بالسلطنة القعيطية في حضرموت.
- في العام 1957 م أسس هو وعدد من أصدقائه النادي الثقافي بالمكلا.
- عُين بين العام 1962 م و 1967 م ناظراً للمعارف في السلطنة، وتولى في الفترة نفسها موقع سكرتير لجنة المعارف العليا بالسلطنة، وسكرتير الجمعية الخيرية العليا.
- عام 1964م أسس وأشرف على متحف المكلا للآثار والتقاليد الشعبية.
- عين عقب  استقلال جنوب اليمن عام 1967 م - 1968 م  أول وزير للتربية والتعليم ومسئولاً عن الآثار والمتاحف.
- عين من 1969 م و 1970 م سفيراً لليمن الجنوبي في المملكة المتحدة.
- عين بين العام 1970 م و 1972 م سفيراً في مصر ومندوباً دائماً لدى الجامعة العربية وسفيراً غير مقيم في السودان.
- عيِّن بين العام 1973 م و 1978 م سفيراً في فرنسا ومندوباً دائما لدى اليونسكو، علاوة على كونه سفيراً غير مقيم في كل من بلجيكا وسويسرا وإيطاليا والنمسا.
- وفي الفترة بين 1978 م و 1982 م عين سفيراً ومندوباً دائماً في اليونسكو، وكان أيضاً نائب رئيس المجموعة العربية في منظمة اليونسكو.
- في الفترة ما بين 1983 م - 1985 م عين مستشاراً تربوياً وثقافياً لليونسكو في الإمارات
- عمل أستاذاً زائراً في جامعة صنعاء بين 1986 م و 1988 م.
- أسس وترأس  في عدن  مؤسسة “ريدان” للدراسات الأثرية والنقشية بين 1989 م و 1990 م.
- في عام 1990 م عين رئيساً للهيئة العامة للآثار والمخطوطات والمتاحف حتى عام 1994 م.
- عين في الفترة بين العام 1995 م وحتى وفاته في العام 2002 م مستشاراً في الهيئة العامة للآثار والمخطوطات والمتاحف.

## العضوية
- عضو شرف بالجمعية الملكية الآسيوية في لندن منذ العام 1965م.
- عضواً في اللجنة الاستشارية للثقافة العربية باليونسكو في 1973 – 1982.
- وعضوا في المجمع الملكي لبحوث الحضارة الإسلامية في الأردن منذ العام 1980.
- عضو كرسي الأستاذ الدكتور محمود الغول في جامعة اليرموك بالأردن منذ العام 1984.
- عضواً مؤسساً في حزب المنبر الحر عام 1990.

## الأوسمة
- وسام الجمهورية من الدرجة الأولى من الجمهورية العربية المتحدة (مصر) عام 1968.
- وسام الآداب والفنون من اليمن الديمقراطية عام 1980.
- وسام المؤرخ العربي من اتحاد المؤرخين العرب عام 1989.
- وسام الاستقلال من الجمهورية اليمنية عام 1995.

## كتبه ومساهماته الصحفية
كتب منذ 1949 في صحيفة «المستقبل» العدنية وفي صحفيتي «الرائد» و«الرأي العام». كما نشر في مجلة «السودان الجديد» خلال دراسته الجامعية هناك، وكتب في عدد من المجلات اليمنية مثل «الحكمة» و«الثقافة» و«دراسات يمنية» و«الإكليل» و«اليمن الجديد»، علاوة على مساهماته العلمية في مجال التاريخ في الدوريات العربية والأجنبية.
صدر له عدد من الكتب بعضها بالمشاركة مع آخرين، ومنها:
1. أنبياء الله في جنوب الجزيرة
2. صاروخ إلى القرن العشرين
3. آثار ونقوش العقلة
4. تاريخ اليمن القديم
5. في العربية السعيدة
6. المستشرقون وآثار اليمن
7. مختارات من النقوش اليمنية القديمة
8. صهيديات – بحوث حول نقوش الجزيرة العربية قبل الإسلام
9. كنوز وادي ضرا

وكتب أخرى لم يسعفه القدر على طباعتها ونشرها، يحتفظ ورثته بمسوداتها على آمل نشرها قريبا.